# 張奮翼
張奮翼（1795年12月26日—1867年），字翥南，一字秋澗，甘肅涼州府鎮番縣人，道光五年（1825年）乙酉科鄉試第二十三名舉人，道光二十四年（1844年）中式甲辰科會試第二百二十七名，道光二十五年（1845年）乙巳科進士。

## 生平
- 道光三十年（1850年），署四川雅州府清溪縣知縣[4]。
- 夔州府奉節縣知縣[5]，署夔州府知府。
- 咸豐三年（1853年），任順慶府鄰水縣知縣[6][7]。
- 咸豐四年（1854年）[8]，任敘州府筠連縣知縣[9]。
- 同治六年（1867年）六月，卒於成都寓所，年七十有二[10][11][12]。